# Ion Aurel Candrea
Ion Aurel Candrea (* 7. November 1872 in Bukarest; † 1950 in Paris) war ein rumänischer Romanist, Rumänist und Ethnologe.

## Leben und Werk
Candrea studierte in Bukarest bei Bogdan Petriceicu Hasdeu und ab 1897 in Paris. Dort war er Schüler von Gaston Paris und Antoine Thomas. Er promovierte  mit der Thèse d’Université Les éléments latins de la langue roumaine. Le consonantisme (Paris 1902). Dann war Candrea Gymnasiallehrer in Craiova und Bukarest. Ab 1913 lehrte er an der Universität Bukarest, ab 1927 als Universitätsprofessor.

## Werke
- Cours complet de grammaire roumaine, Paris 1900
- (Hrsg. mit Ovid Densusianu und Theodor Dimitrie Speranția)  Graiul nostru. Texte din părțile locuite de români, 2 Bde., Bukarest 1906–1908
- (mit Ovid Densusianu) Dicționarul etimologic al limbii romîne: elementele latine, Bukarest 1907–1914, hrsg. von Grigore Brâncuș, 2003
- Din popor, Bukarest 1908
- Dicționar de proverbe și zicători, Bukarest 1912; hrsg. von Ion Bratu, Târgoviște 2002
- (Hrsg.) Psaltirea Scheiana comparata cu celelalte psaltiri din sec. XVI şi XVII traduse din slavoneşte, Bukarest 1916
- (mit Gheorghe Adamescu) Dicţionarul enciclopedic ilustrat Cartea românescǎ, 2 Bde., Bukarest 1931;  Dicţionar enciclopedic ilustrat, hrsg. von I Oprișan, 2010  (Dicţionarul limbii române din trecut şi de astăzi. Dicţionarul istoric şi geografic universal)
- Onomastica romana cu privire speciala la onomastica Olteniei, Bukarest 1935–1936
- Ich lerne Deutsch = Curs practic de limba germană, Bukarest 1940, 2004
- Folclorul medical român comparat. Privire generală. Medicina magică, Bukarest 1944;  hrsg. von Lucia Berdan, Jassi 1999
- Lumea basmelor. Studii și culegreri de folclor românesc, hrsg. von Antoaneta Olteanu, Bukarest 2001
- Iarba fiarelor. Studii de folclor din datinile și credințele poporului român. Preminte Solomon. Poreclele la români, hrsg. von  Dan Horia Mazilu, Alexandru Dobre und Petre Florea, Bukarest 2001